# Navigator Peak
Navigator Peak ist ein markanter, spitzer Gipfel mit einer Höhe von 1910 m in der westantarktischen Heritage Range, dem südlichen Teil des Ellsworthgebirges. Er befindet sich am nördlichen Ende der Geländestufe White Escarpment, etwa 7,4 km östlich des Zavis Peak. Ein Gould Spur genannter Ausläufer erstreckt sich vom Navigator Peak aus in nordöstlicher Richtung zum Splettstoesser-Gletscher.
Der Gipfel erhielt seinen Namen von einer geologischen Expedition der University of Minnesota, die das Gebiet im Sommer 1963/64 erkundete. Man nannte ihn Navigator Peak, da er als Orientierungspunkt für Navigatoren und Piloten diente, die von Flügen in den südlichen Teil der Heritage Range zum Lager der Expedition zurückkehrten.